# Bojui
Bojui (ou Boyui) est un village du Cameroun situé dans l'arrondissement (commune) de Fundong, le département du Boyo et la Région du Nord-Ouest.

## Population
Lors du recensement national de 2005, Bojui comptait 836 habitants.
Une étude locale de 2012 évalue la population de Bojui à 5 313 personnes.

## Environnement et économie
Dans l'arrondissement, l'essentiel du réseau routier est constitué de pistes, cependant une route goudronnée relie Bojui, Alim et Fundong.